# Listes des œuvres d'Edmond Lay
- Cette liste concerne les œuvres de l'architecte français Edmond Lay
- Les informations peuvent être triées en cliquant sur le petit triangle dans l'entête de colonne
- La classification est basée sur celle des archives des Hautes-Pyrénées
- Certaines œuvres peuvent être restées au stade de projet
- Cette liste est non exhaustive, et doit être notamment complétée des réalisations en dehors du sud-ouest de la France.

| Nom                                                                                | Ville                    | Type                                                      | Pays                | Année de conception | Année de réalisation | Notes | Image |
| ---------------------------------------------------------------------------------- | ------------------------ | --------------------------------------------------------- | ------------------- | ------------------- | -------------------- | --- | ----- |
| Parc des Expositions et des congrés                                                | Tarbes                   | Établissement public à caractère industriel et commercial | France              | 1962                |                      | Non réalisé |       |
| Bibliothèque de l'Université des Sciences de Nancy                                 | Vandœuvre-lès-Nancy      | Édifice d'enseignement supérieur                          | France              | 1962                | 1966                 | |       |
| Agence d'Architecture Edmond Lay                                                   | Barbazan-Debat           |                                                           | France              | 1962                | 1965                 | |       |
| Immeuble Le Navarre                                                                | Tarbes                   | Édifice collectif                                         | France              | 1964                | 1973                 | Edifice labellisé Patrimoine du XXe siècle |       |
| Quartier Foirail-Marcadieu                                                         | Tarbes                   | Aménagement en zone urbaine                               | France              | 1964 - 1965         |                      | Non réalisé |       |
| Clinique Reces                                                                     | Mourenx                  | Établissement privé de santé                              | France              | 1964                | 1965                 | Non réalisé |       |
| Foyer municipal des Arts, des Fêtes et de la Jeunesse                              | Mourenx                  | Édifice culturel                                          | France              | 1965                |                      | Non réalisé |       |
| Aménagement de la vallée de l' Authion                                             | Angers                   | Terrasse agricole                                         | France              | 1965 - 1966         |                      | Non réalisé |       |
| Immeuble propriété des consorts Mathié                                             | Tarbes                   | Édifice collectif                                         | France              | 1966                | 1974                 | |       |
| Atelier Edmond Lay                                                                 | Barbazan-Debat           | Édifice individuel                                        | France              | 1965                | 1968                 | |       |
| École d'Infirmières du Centre Hospitalier                                          | Tarbes                   | Édifice d'enseignement supérieur                          | France              | 1965                | 1978                 | |       |
| Propriété Monclus                                                                  | Momères                  | Édifice individuel                                        | France              | 1966                |                      | |       |
| Propriété Fernandes                                                                | Barbazan-Debat           | Édifice individuel                                        | France              | 1966                |                      | Lotissement Lansac |       |
| Propriété Cieutat                                                                  | Odos                     | Édifice individuel                                        | France              | 1968                |                      | Lotissement Les Peupliers |       |
| Propriété Legathe-Mourlan                                                          | Tarbes                   | Édifice individuel                                        | France              | 1968                |                      | Non réalisé |       |
| Forum culturel et universitaire des Halles de Paris                                | Paris 1                  | Aménagement en zone urbaine                               | France              | 1966                |                      | Non réalisé |       |
| La Tour des Nations, Organisation de l'Europe Unie                                 | Paris                    | Aménagement en zone urbaine                               | France              | 1966                |                      | Non réalisé |       |
| Ancienne Mairie de Juillan                                                         | Juillan                  | Architecture de l'Administration                          | France              | 1966                | 1970                 | Rue Maréchal Foch |       |
| Hôpital d'Aigus                                                                    | Tarbes                   | Établissement public de santé                             | France              | 1967                | 1969                 | Non réalisé |       |
| Maison de santé                                                                    | Barbazan-Debat           | Établissement privé de santé                              | France              | 1968                |                      | Non réalisé |       |
| Propriété Cadroy                                                                   | Aureilhan                | Édifice individuel                                        | France              | 1968                | 1973                 | Lotissement du moulin |       |
| Gites de Payolle                                                                   | Campan                   | Villégiature                                              | France              | 1970                |                      | |       |
| Propriété Albert-Brunet                                                            | Lagarde                  | Édifice individuel                                        | France              | 1970                |                      | Non réalisé |       |
| Propriété Bennami                                                                  | Saint-Vincent de Paul    | Édifice individuel                                        | France              | 1970                |                      | Non réalisé |       |
| Hôtel des Impôts                                                                   | Montauban                | Architecture fiscale et financière                        | France              | 1970                | 1977                 | |       |
| Foyer rural                                                                        | Ger                      | Édifice communal                                          | France              | 1972                |                      | |       |
| Colonie de vacances                                                                | Campan                   | Édifice de loisir                                         | France              | 1972                |                      | Lieu-dit : La Séoube |       |
| Propriété Bordenave                                                                | Ger                      | Édifice individuel                                        | France              | 1972                | 1973                 | Non réalisé |       |
| Propriété Blazy                                                                    | Mourenx                  | Édifice individuel                                        | France              | 1972                | 1979                 | |       |
| Institut régional de formation des travailleurs sociaux d'Aquitaine                | Talence                  | Architecture de l'Administration                          | France              | 1973                |                      | Château Raba |       |
| Centre sportif                                                                     | Saint-Lary-Soulan        | Édifice sportif                                           | France              | 1973                | 1975                 | |       |
| Propriété Laurine                                                                  | Hibarette                | Édifice individuel                                        | France              | 1974                | 1977                 | |       |
| Inspection académique de la Gironde                                                | Bordeaux                 | Inspection académique                                     | France              | 1974                |                      | Non réalisé |       |
| Modèles de logements collectifs triplex                                            | Juillan                  | Édifice collectif                                         | France              | 1974                |                      | Non réalisé |       |
| Cité Solazur                                                                       | Tarbes                   | Édifice collectif                                         | France              | 1976                | 1997                 | |       |
| Résidence Dilecta                                                                  | Bagnères-de-Bigorre      | Édifice collectif                                         | France              | 1977                | 1981                 | 5 rue Soubiès |       |
| Boulangerie Rival                                                                  | Tarbes                   | Magasin de commerce                                       | France              | 1974                |                      | Face à la halle Marcadieu |       |
| Château d'eau                                                                      | Léognan                  |                                                           | France              | 1975                |                      | Château Brown |       |
| La Tour Hachan                                                                     | Saint-Lary-Soulan        | Aménagement en zone urbaine                               | France              | 1975                | 1976                 | Il s'agissait d'une rénovation, et afin de vieillir artificiellement les nouvelles fenêtres pour pas qu'elles ne dénotent du reste du bâtiment, celles-ci ont été enterrées pendant plusieurs années.                |       |
| Parc national des Pyrénées : logements des gardes-moniteurs                        | Saint-Lary-Soulan        | Infrastructure d'accueil et d'hébergement                 | France              | 1975                | 1977                 | Parc national des Pyrénées |       |
| Hôtel des Impôts                                                                   | Mont-de-Marsan           | Architecture fiscale et financière                        | France              | 1974                | 1978                 | Avenue de Dagas |       |
| Direction départementale de l'Équipement                                           | Auch                     | Architecture de l'Administration                          | France              | 1975 - 1977         |                      | |       |
| Concours régional d'urbanisme et de construction de maisons individuelles groupées | Tarbes                   | Édifice individuel                                        | France              | 1976                |                      | Quartier Array Dou Sou |       |
| Propriété Rival                                                                    | Laslades                 | Édifice individuel                                        | France              | 1976-1978           |                      | Non réalisé Les propriétaires ont préféré un autre projet régionaliste |       |
| Propriété Goldenberg                                                               | Castelvielh              | Édifice individuel                                        | France              | 1976                | 1980                 | |       |
| Caisse d'épargne de Mériadeck                                                      | Bordeaux                 | Architecture fiscale et financière                        | France              | 1976                | 1980                 | Inscrit au monument historique |       |
| Propriété Lagalaye                                                                 | Ger                      | Édifice individuel                                        | France              | 1977                |                      | Non réalisé |       |
| Propriété Tocaven                                                                  | Odos                     | Édifice individuel                                        | France              | 1978                |                      | |       |
| Propriété Auriol                                                                   | Gabaston                 | Édifice individuel                                        | France              | 1978                | 1983                 | |       |
| Propriété Maugard                                                                  | Aix-en-Provence          | Édifice individuel                                        | France              | 1978                | 1981                 | |       |
| Résidence Callas                                                                   | Compeyre                 | Édifice individuel                                        | France              | 1979                |                      | Non réalisé |       |
| Propriété Jarillon                                                                 | Aureilhan                | Édifice individuel                                        | France              | 1980                |                      | La fenêtre de la chambre parentale est située juste au-dessus de la piscine intérieur. Le client souhaitait pouvoir y plonger au réveil                                                                              |       |
| Centre Urbain Compans-Caffarelli                                                   | Toulouse                 | Aménagement en zone urbaine                               | France              | 1980                |                      | Non réalisé |       |
| Parc national des Pyrénées                                                         | Luz-Saint-Sauveur        | Infrastructure d'accueil et d'hébergement                 | France              | 1980                |                      | Parc national des Pyrénées |       |
| Site de la gare de Biarritz                                                        | Biarritz                 | Aménagement en zone urbaine                               | France              | 1980                |                      | Non réalisé |       |
| Propriété Damon                                                                    | Tarbes                   | Édifice individuel                                        | France              | 1980                | 1997                 | Résidence principale et cabinet médicale |       |
| École nationale supérieure d'architecture de Lyon                                  | Vaulx-en-Velin           | Édifice d'enseignement supérieur                          | France              | 1981 - 1982         |                      | Non réalisé |       |
| Lycée professionnel de Thiviers                                                    | Thiviers                 | Édifice d'enseignement professionnel                      | France              | 1985                | 1988                 | |       |
| Galerie commerciale de l'Ormeau                                                    | Tarbes                   | Galerie Commerciale                                       | France              | 1982                | 1986                 | Réaménagé en 1996, permis de démolir déposé et validé en 2015 |       |
| Immeuble place du Foirail                                                          | Tarbes                   | Édifice collectif                                         | France              | 1983                | 1985                 | Rénovation, réhabilitation |       |
| Propriété Witt                                                                     | Saint-Vincent-de-Tyrosse | Édifice individuel                                        | France              | 1983                | 1984                 | Résidence principale et cabinet médicale |       |
| Ambassade de France                                                                | Abu Dhabi                | Architecture diplomatique                                 | Émirats arabes unis | 1981-1982           |                      | Non réalisé à cause de la Guerre du Golfe |       |
| Plateau de Payolle                                                                 | Campan                   | Villégiature                                              | France              | 1981                | 1988                 | |       |
| Aménagement Tête Défense                                                           | Puteaux                  | Aménagement en zone urbaine                               | France              | 1982                |                      | Non réalisé |       |
| Halte routière                                                                     | Tarbes                   | Réseau Routier                                            | France              | 1982                |                      | Place au Bois |       |
| Château Bouscassé                                                                  | Maumusson-Laguian        | Édifice Agricole                                          | France              | 1987                | 1988                 | Rénovation des chais |       |
| Maison du Curiste à de Barbotan-les-Thermes                                        | Cazaubon                 | Établissement thermal                                     | France              | 1988                | 1989                 | |       |
| Centre de Culte                                                                    | Lourdes                  | Édifice religieux                                         | France              | 1985                |                      | Non réalisé |       |
| Château de Bachen                                                                  | Duhort-Bachen            | Édifice Agricole                                          | France              | 1984                |                      | Rénovation du château |       |
| Conservatoire                                                                      | Brive-la-Gaillarde       | Édifice culturel                                          | France              | 1984                |                      | Non réalisé |       |
| Passerelle piétonne de la cité Morane pour la déviation de Juillan                 | Louey                    | Réseau Routier                                            | France              | 1986                | 1988                 | Traverse la N21 |       |
| Société des autoroutes du sud de la France : Aire des Pyrénées                     | Ger                      | Réseau Routier                                            | France              | 1987                | 1991                 | A64 : Toulouse-Bayonne |       |
| Pont autoroutier : Aire des Pyrénées                                               | Ger                      | Réseau Routier                                            | France              | 1987                | 1991                 | A64 : Toulouse-Bayonne |       |
| Société des autoroutes du sud de la France : Aire d'Hastingues                     | Hastingues               | Réseau Routier                                            | France              | 1989                |                      | A64 : Toulouse-Bayonne |       |
| Société des autoroutes du sud de la France : Aire du Pic du Midi                   | Saint-Laurent-de-Neste   | Réseau Routier                                            | France              | 1995                |                      | A64 : Toulouse-Bayonne |       |
| Hôtel club « Le petit clos d'agrément »                                            | Île de Saint-Martin      | Villégiature                                              | France              | 1988                |                      | Lieu-dit : Marigot |       |
| Lotissement « Le petit clos d'agrément »                                           | Île de Saint-Martin      | Villégiature                                              | France              | 1988                |                      | Lieu-dit : Marigot |       |
| Lotissement « des Terres-Basses »                                                  | Île de Saint-Martin      | Villégiature                                              | France              | 1989                |                      | Lieu-dit : Terres-Basses |       |
| Résidence et Hôtel de la Baie-Orientale                                            | Île de Saint-Martin      | Villégiature                                              | France              | 1989                |                      | Lieu-dit : Baie-Orientale |       |
| Mairie annexe de Laubadère-Bibliothèque-Ludothèque                                 | Tarbes                   | Architecture de l'Administration                          | France              | 1984                | 1987                 | Quartier de Laubadère |       |
| Palais de Justice                                                                  | Tarbes                   | Architecture judiciaire                                   | France              | 1985                | 1994                 | Extension et restructuration |       |
| Propriété Milhaud                                                                  | Toulouse                 | Édifice individuel                                        | France              | 1985-1987           |                      | Non réalisé à la suite de la mort des propriétaires |       |
| Propriété Condis                                                                   | Sarrouilles              | Édifice individuel                                        | France              | 1988                |                      | Des poteaux ont été rajoutés dans les angles pour diminuer les portées et donc les couts de construction |       |
| Direction des services vétérinaires                                                | Tarbes                   | Architecture de l'Administration                          | France              | 1986                | 1989                 | Boulevard du President Kennedy |       |
| Hôtel des Impôts                                                                   | Sarlat                   | Architecture fiscale et financière                        | France              | 1986                | 1988                 | |       |
| Ambassade de France                                                                | Koweït                   | Architecture diplomatique                                 | Koweït              | 1987-1988           |                      | Non réalisé à cause de la Guerre du Golfe |       |
| Campus universitaire de Grenoble                                                   | Saint-Martin-d'Hères     | Édifice d'enseignement supérieur                          | France              | 1989                |                      | Non réalisé |       |
| Institut universitaire de technologie                                              | Tarbes                   | Édifice d'enseignement supérieur                          | France              | 1989-2003           | 1991-2004            | * concours et avant projet 1989-1991; * 2e tranche 1991-1993; * extension GEA-GMP, TC/GEII 2e tranche 1992-1993; * extension GEII 3e tranche 1993, 1995-1997; * section SERECOM pour la nouvelle extension 2003-2004 |       |
| ZAC de Barbotan                                                                    | Cazaubon                 | Zone d'aménagement concerté                               | France              | 1990                |                      | |       |
| ZAC du Centre de Gros                                                              | Tarbes                   | Zone d'aménagement concerté                               | France              | 1991                |                      | |       |
| École Nationale d'Ingénieurs                                                       | Tarbes                   | Édifice d'enseignement supérieur                          | France              | 1992                | 1993                 | |       |
| École Nationale d'Ingénieurs : Maison des étudiants                                | Tarbes                   | Édifice d'enseignement supérieur                          | France              | 1993                | 1995                 | |       |
| École Nationale d'Ingénieurs : réfection des toitures                              | Tarbes                   | Édifice d'enseignement supérieur                          | France              | 1994                | 1995                 | |       |
| Boulodrome couvert                                                                 | Tarbes                   | Édifice sportif                                           | France              | 1994                | 1995                 | Non réalisé |       |
| Siège départemental de l'Office national des forêts                                | Tarbes                   | Établissement public à caractère industriel et commercial | France              | 1992                | 1993                 | Boulevard du President Kennedy |       |
| Parc national des Pyrénées : centre d'accueil et mairie                            | Gavarnie                 | Infrastructure d'accueil et d'hébergement                 | France              | 1980                |                      | Parc national des Pyrénées |       |
| Gare du téléphérique du Cirque du Lys                                              | Cauterets                | Infrastructure touristique                                | France              | 1984                | 1991                 | Extension de la gare |       |
| Immeuble Lamartine                                                                 | Tarbes                   | Édifice collectif                                         | France              | 1991                | 1994                 | A l'angle de la rue Lamartine, rue Latil et la rue St-Vincent de Paul |       |
| Immeuble 23 rue Lamartine                                                          | Tarbes                   | Édifice collectif                                         | France              | 1994                |                      | Non réalisé |       |
| Résidence Les petits prés                                                          | Tarbes                   | Édifice collectif                                         | France              | 1994                |                      | Rue Latil |       |
| Propriété Jouaville-Lay                                                            | Tarbes                   | Édifice individuel                                        | France              | 1994                |                      | |       |
| Propriété Moreau                                                                   | Tarbes                   | Édifice individuel                                        | France              | 1994                |                      | Rue du maréchal Foch |       |
| Propriété Vinuales                                                                 | Ger                      | Édifice individuel                                        | France              | 1999                |                      | Non réalisé |       |
| Propriété Campistrou                                                               | Barbazan-Debat           | Édifice individuel                                        | France              | s.d.                |                      | Non réalisé |       |
| Direction Départementale de l'Équipement                                           | Tarbes                   | Architecture de l'Administration                          | France              | s.d.                |                      | Non réalisé |       |
| École maternelle                                                                   | Lannemezan               | Édifice d'enseignement primaire                           | France              | s.d.                |                      | |       |
| Résidence Lay                                                                      | Castéra-Loubix           | Édifice individuel                                        | France              | s.d.                |                      | Non réalisé |       |
| Archives départementales de la Gironde                                             | Bordeaux                 | Édifice d'archives                                        | France              | s.d.                |                      | |       |
| Propriété Maymat                                                                   | Pionsat                  | Édifice individuel                                        | France              | s.d.                |                      | Non réalisé |       |
| Hôtel                                                                              | Cauterets                | Villégiature                                              | France              | s.d.                |                      | |       |
| Palais de Justice et Ecole de la Magistrature                                      | Bordeaux                 | Architecture judiciaire                                   | France              | s.d                 |                      | |       |
| Lotissement Rimbaud                                                                | Bagnères-de-Bigorre      | Édifice collectif                                         | France              | s.d.                |                      | Non réalisé |       |
| Chambre de commerce et d'industrie d'Auch                                          | Auch                     | Chambre de commerce                                       | France              | s.d.                |                      | Non réalisé |       |
| Mairie de Barbotan-les-Thermes                                                     | Cazaubon                 | Architecture de l'Administration                          | France              | s.d.                |                      | |       |
| Mairie et résidence de la gendarmerie                                              | Ibos                     | Architecture de l'Administration                          | France              | s.d.                |                      | Non réalisé |       |